# Fabaceae
Las fabáceas (Fabaceae) o leguminosas (Leguminosae) son una familia del orden de las fabales. Reúne árboles, arbustos y hierbas perennes o anuales, fácilmente reconocibles por su fruto tipo legumbre y sus hojas compuestas y estipuladas. Es una familia de distribución cosmopolita con aproximadamente setecientos treinta géneros y unas diecinueve mil cuatrocientas especies, lo que la convierte en la tercera familia con mayor riqueza de especies después de las compuestas (Asteraceae) y las orquídeas (Orchidaceae). Esta riqueza de especies se halla particularmente concentrada en las ramas de las mimosóideas y las fabóideas, ya que contienen cerca del 9,4 % de la totalidad de las especies de las eudicotiledóneas. Se ha estimado que alrededor del 16 % de todas las especies arbóreas en los bosques lluviosos neotropicales son miembros de esta familia. Asimismo, las fabáceas son la familia más representada en los bosques tropicales lluviosos y en los bosques secos de América y África.
Independientemente de los desacuerdos que hasta hace poco tiempo existieron en torno a si las fabáceas deberían ser tratadas como una sola familia compuesta de tres subfamilias o como tres familias separadas, existe una gran cantidad de información y evidencias tanto moleculares como morfológicas que sustentan que las leguminosas son una única familia monofilética. Este punto de vista se ha reforzado no solo por el grado de interrelación que exhiben diferentes grupos dentro de la familia comparados con aquel hallado entre las leguminosas y sus parientes más cercanos, sino también por todos los recientes análisis filogenéticos basados en secuencias de ADN. Tales estudios confirman que las leguminosas son un grupo monofilético y que está estrechamente relacionado con las familias Polygalaceae, Surianaceae y Quillajaceae junto a las que conforman el orden Fabales.
Junto con los cereales y con algunas frutas y raíces tropicales, varias leguminosas han sido la base de la alimentación humana durante milenios, siendo su utilización un compañero inseparable de la evolución del ser humano.

## Descripción

### Hábito
Las leguminosas presentan una gran variedad de hábitos de crecimiento, pudiendo ser desde árboles, arbustos o hierbas, hasta enredaderas herbáceas o lianas. Las hierbas, a su vez, pueden ser anuales, bienales o perennes, sin agregaciones de hojas basales o terminales. Son plantas erguidas, epífitas o enredaderas. En este último caso se sostienen mediante los tallos que se retuercen sobre el soporte o bien por medio de zarcillos foliares o caulinares. Pueden ser heliofíticas, mesofíticas o xerofíticas.

### Hojas
Las hojas son casi siempre alternas y con estípulas, persistentes o caedizas, generalmente compuestas, pinnadas o bipinnadas, digitadas o trifoliadas, a veces aparentemente simple —es decir, unifoliadas o ausentes y, en ese caso, los tallos se hallan transformados en filodios— o pinnadas y con zarcillos en el ápice. A menudo las hojas se hallan reducidas o son precozmente caducas o nulas en las especies áfilas o subáfilas. El pecíolo, y muchas veces los peciolulos, tienen la base engrosada, «ganglionar», que permite movimientos —las denominadas posiciones de «sueño» y de «vigilia»—. Es frecuente la presencia de espinas por transformación del raquis de las hojas, de las estípulas o del tallo.

### Raíz
Las raíces presentan un predominio del sistema primario, es decir, de aquel que proviene de la radícula del embrión. Su sistema radical es normalmente pivotante. Las raíces de las leguminosas son a menudo profundas y casi siempre presentan nódulos radiculares simbióticos poblados de bacterias del género Rhizobium que asimilan el nitrógeno atmosférico.

### Flor
Las flores pueden ser desde pequeñas o grandes, actinomorfas —en el caso de las mimosóideas— a leves o profundamente cigomorfas —como ocurre en las papilionóideas y en la mayor parte de las cesalpinióideas—. Las irregularidades en la simetría floral en estos casos involucran al perianto y al androceo. El receptáculo de la flor desarrolla un «ginóforo» —frecuentemente fusionado al hipanto en las cesalpinióideas— con forma de cúpula.
El hipanto puede estar presente o ausente, en este último caso está reemplazado por el tubo del cáliz, como es el caso en la mayoría de las fabóideas. El perianto tiene casi siempre un cáliz y una corola diferenciados. No obstante, la corola puede estar ausente, en cuyo caso el perianto se dice «sepalino» (similar a sépalos), como ocurre en decenas de géneros de cesalpinióideas y algunas especies de las tribus Swartzieae y Amorpheae.
El cáliz presenta cinco sépalos —raramente tres o seis— dispuestos en un solo ciclo, los cuales pueden estar total o parcialmente unidos entre sí. El cáliz, además, puede ser o no persistente, raramente es acrescente (es decir, que continúa en el fruto), imbricado o valvado. La corola está compuesta por cinco pétalos libres —comúnmente menos de cinco o ausentes en Swartzieae, Amorphieae y en las cesalpinióideas, o tres a cuatro en las mimosóideas— o parcialmente unidos, y presenta, en general, una morfología característica. Así, la corola papilionácea o amariposada está integrada por un pétalo superior muy desarrollado, conocido como «estandarte» o «vexilo», dos pétalos laterales o «alas» y dos piezas inferiores a menudo conniventes que constituyen una estructura simpétala denominada «carena» o «quilla». Esta arquitectura es muy similar a la de las flores de las cesalpinóideas, pero, a diferencia de lo que ocurre en éstas, con prefloración vexilar o descendente, es decir, con el estandarte recubriendo el resto de las piezas corolinas dentro del botón floral.
El gineceo es de ovario súpero, con un solo carpelo, con desarrollo muy variable y tendencia a la reducción en el número de óvulos.

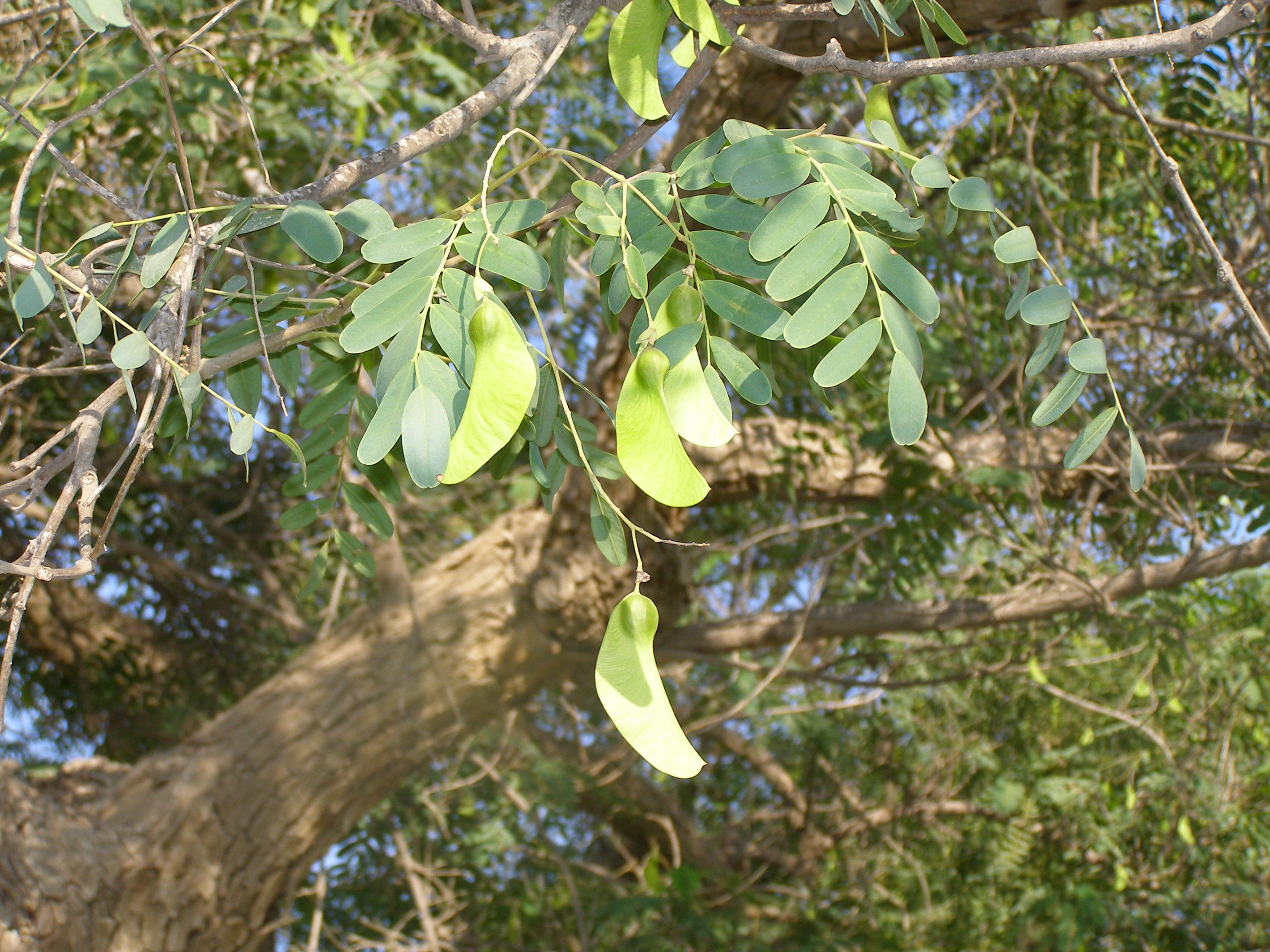
Follaje y frutos de la especie Tipuana tipu.

### Inflorescencia
Las flores son solitarias o pueden disponerse en diversos tipos de inflorescencias: racimos terminales o axilares, a veces se modifican hasta parecer cabezuelas y, en otras ocasiones, umbelas.

### Fruto
El fruto de las leguminosas, técnicamente denominado legumbre, deriva de un ovario compuesto por un solo carpelo el cual —en la madurez— se abre longitudinalmente en dos valvas, lo que indica que su dehiscencia ocurre por la nervadura media y por la unión carpelar. No obstante, existe una inmensa variedad de formas y tamaños de frutos en la familia. De hecho, hay especies con frutos con tendencia a la indehiscencia —es decir, que no se abren en la madurez— y en ocasiones el cáliz se transforma en una estructura de dispersión.
Uno de los frutos más notables de la familia tal vez sea el del maní (género Arachis), ya que las flores, tras la polinización, se hunden en el suelo y el fruto (una legumbre indehiscente) se desarrolla subterráneamente. No obstante, las legumbres más grandes las produce una liana tropical perteneciente al género Entada. Las legumbres más largas de la especie centroamericana Entada gigas (llamada «escalera de mono» en su tierra natal) llegan a medir hasta 1,5 m de longitud.
Otras especies han desarrollado curiosos mecanismos de dispersión. Así, la especie sudamericana Tipuana tipu ha modificado parte de la pared del fruto para convertirla en un ala, la cual le permite trasladarse con el viento rotando como las aspas de un helicóptero. Ese tipo de fruto se denomina sámara.

### Semillas

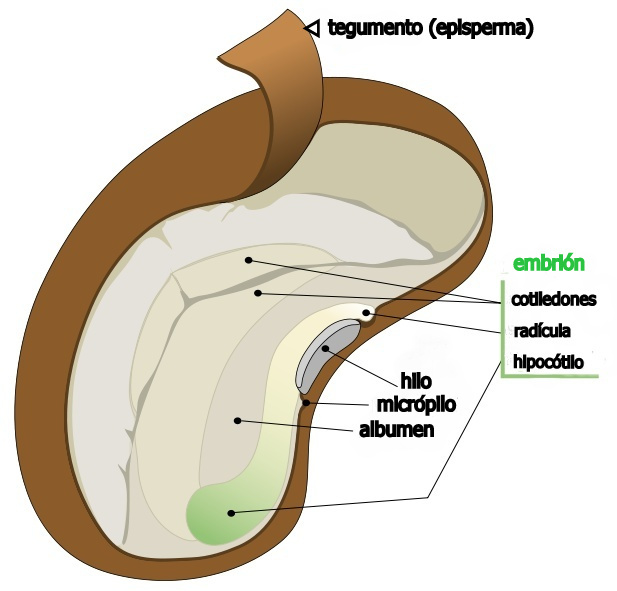
Anatomía de una semilla de judía (Phaseolus).

Semillas desde solo una hasta numerosas, con o sin estrofíolo, con o sin arilo y con o sin endospermo. En este último caso, acumulan en los cotiledones sobre todo almidón y proteínas, a veces aceites, o aceites y proteínas. Lo más característico es que dichos cotiledones son generalmente grandes y son ricos en reservas, a menudo oleaginosas (como por ejemplo en la soja o el cacahuate que son materias primas para la obtención de aceites alimentarios).
La presencia o ausencia en el tegumento de una fina marca en forma de anillo o de herradura en medio de cada lado, la «línea fisural» o pleurograma y que rodea la areola lateral de la semilla puede ser una característica importante, en particular para la identificación de los géneros dentro de la familia.

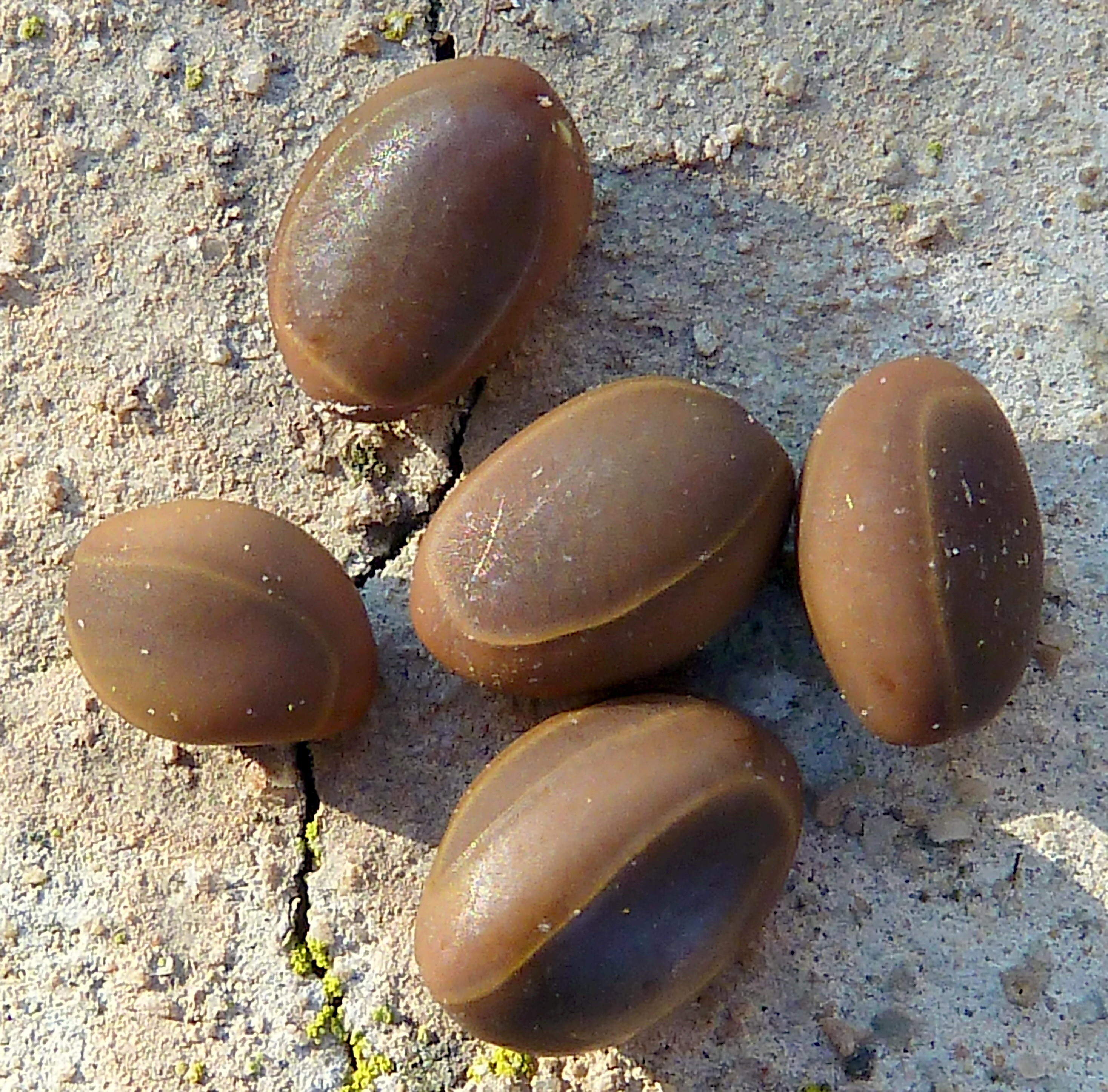
«Línea fisural» o pleurograma en las semillas de Vachellia farnesiana.

### Fisiología y bioquímica
Las leguminosas raramente son cianogénicas y, en ese caso, los compuestos cianogénicos derivan de la tirosina, la fenilalanina o de la leucina. Comúnmente presentan alcaloides. Las protoantocianidinas pueden estar presentes y, en ese caso, son la cianidina, la delfinidina o ambas a la vez. Frecuentemente presentan flavonoides tales como kaempferol, quercitina y miricetina. El ácido elágico se halla consistentemente ausente en todos los géneros y especies analizadas de las tres subfamilias. Los azúcares se transportan dentro de la planta en forma de sacarosa. La fisiología C3 se ha demostrado e informado en una gran cantidad de géneros de las tres subfamilias.

## Ecología

### Distribución y hábitat
Es una familia de distribución cosmopolita. Los árboles son más frecuentes en las regiones tropicales, mientras que las hierbas y los arbustos dominan en las extratropicales.

### Fijación biológica del nitrógeno

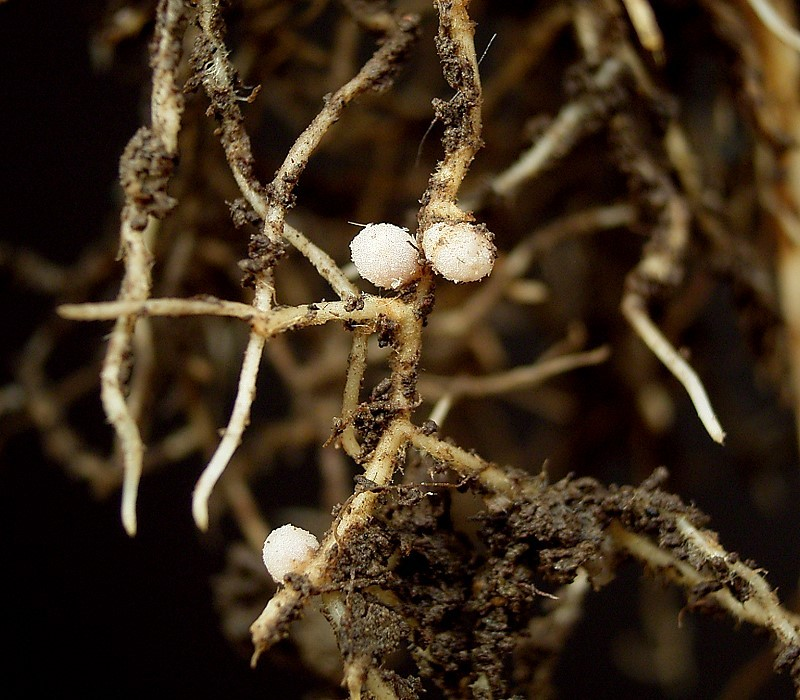
Raíces de Vicia en las que se pueden observar los nódulos radiculares de color blanco.

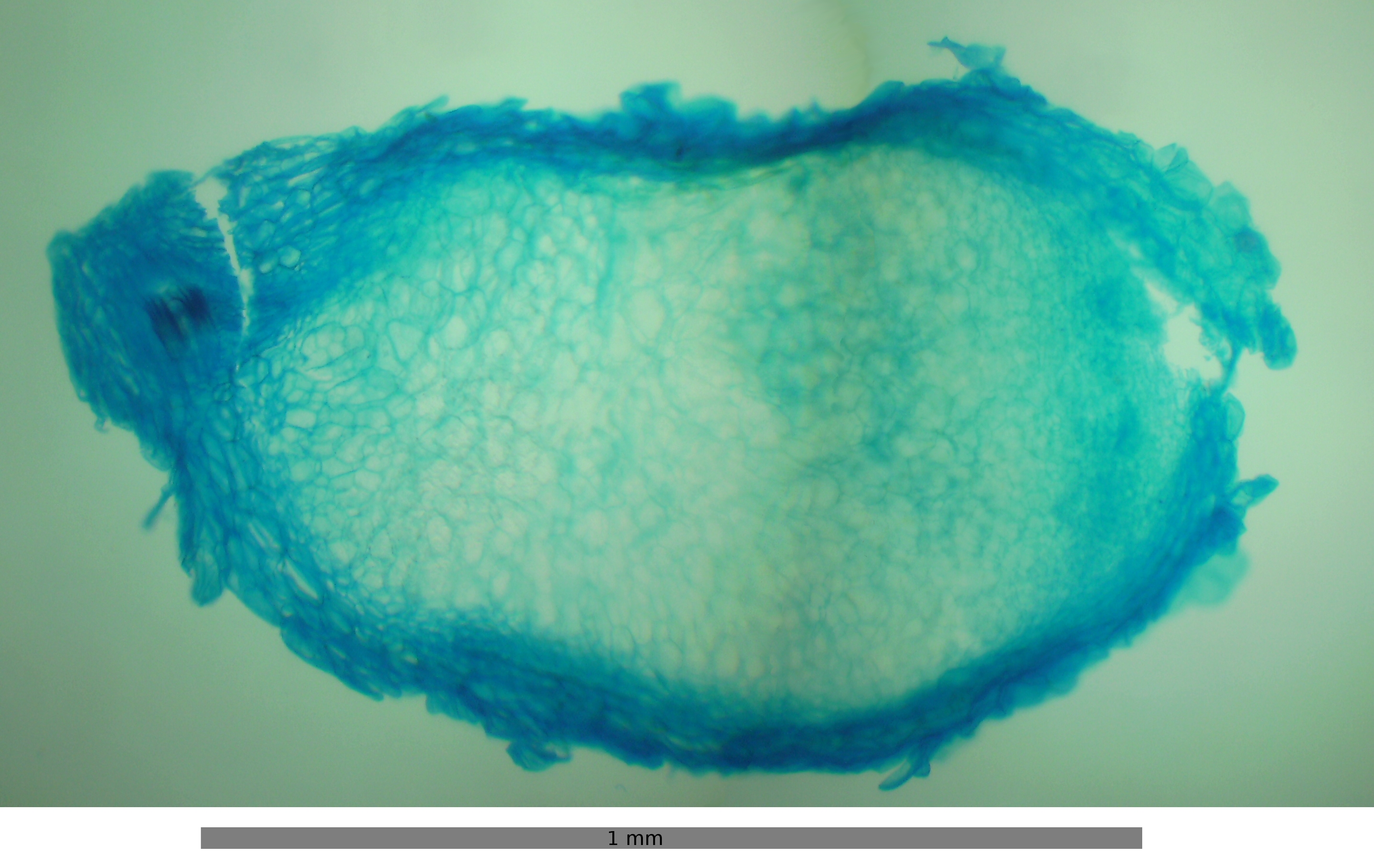
Sección transversal de un nódulo radicular de Vicia observado al microscopio.

La fijación biológica del nitrógeno (FBN, diazotrofía) es un proceso muy antiguo que probablemente se originó en el Eón arqueano bajo las condiciones de ausencia de oxígeno de la atmósfera primitiva. Es exclusivo de Methanobacteriota y en 6 de los más de 50 filos bacterianos. Algunos de estos linajes coevolucionaron conjuntamente con las angiospermas estableciendo las bases moleculares de una relación de simbiosis mutualista.
Los nódulos son las estructuras especializadas dentro de las cuales se lleva a cabo la FBN que algunas familias de angiospermas han desarrollado, principalmente en la corteza radicular y excepcionalmente en el tallo como es el caso de Sesbania rostrata. Las fanerógamas que han coevolucionado con diazótrofos actinorrícicos o con los rizobios para establecer su relación simbiótica pertenecen a 11 familias que se agrupan dentro del clado Rosidae de la filogenia molecular del gen rbcL  que codifica parte de la enzima RuBisCO en el cloroplasto. Este agrupamiento indica que probablemente la predisposición a la formación de nódulos surgió una sola vez en las angiospermas y podría ser considerado como un carácter ancestral que se ha conservado o perdido en ciertos linajes. Sin embargo, la distribución tan dispersa de familias y géneros nodulantes dentro de este linaje, indica orígenes múltiples de la nodulación. De las 10 familias nodulantes de Rosidae, 8 son noduladas por actinomicetos (Betulaceae, Casuarinaceae, Coriariaceae, Datiscaceae, Elaeagnaceae, Myricaceae, Rhamnaceae y Rosaceae), y las dos familias restantes Ulmaceae y Fabaceae son noduladas por rizobios.
«Rizobios» es el nombre que recibe el grupo de géneros de alfa-proteobacterias (familia Rhizobiaceae) que incluyen todas las especies que fijan nitrógeno y que producen nódulos con las leguminosas, tales como Allorhizobium, Azorhizobium, Bradyrhizobium, Mesorhizobium, Phyllobacterium, Rhizobium y Sinorhizobium, así como el fitopatógeno Agrobacterium. Los rizobios y sus leguminosas hospedantes se deben reconocer uno al otro para que la nodulación se inicie. Diferentes especies de rizobios son específicas de sus especies hospedantes, pero pueden infectar -frecuentemente- a más de una especie. Asimismo, una sola especie de planta puede ser infectada por más de una especie de bacteria. Acacia senegal, por ejemplo, puede ser nodulada por siete especies de rizobios pertenecientes a tres géneros distintos. Los caracteres más distintivos que permiten distinguir a los géneros de rizobios son su rapidez de crecimiento y el tipo de nódulo radical que forman con su hospedante. A su vez, los nódulos radicales se clasifican en indeterminados, que son cilíndricos y frecuentemente ramificados; y determinados, los cuales son esféricos y con lenticelas prominentes. Los nódulos indeterminados son característicos de las leguminosas de climas templados, mientras que los determinados son usuales en las especies de climas tropicales a subtropicales.
La nodulación prosperó ampliamente dentro de las leguminosas; se encuentra presente en la mayoría de sus miembros que se especializaron en la asociación exclusiva con rizobios, los que a su vez también establecieron una simbiosis exclusiva con las leguminosas (con la sola excepción de Parasponia, el único género de los 18 que se incluyen en Ulmaceae que es capaz de nodular). La nodulación está presente en todas las subfamilias de leguminosas, pero es menos frecuente en la subfamilia Caesalpinioideae. La subfamilia Papilionoideae es la que presenta todos los tipos de nódulos: indeterminado (conserva el meristemo), determinado (no conserva el meristemo) y el tipo de Aeschynomene. Los dos últimos, solo están presentes en algunas líneas de la subfamilia Papilionoideae, por lo que son consideradas como los tipos de nódulos más modernos y especializados. Aunque la nodulación es abundante en las dos subfamilias monofiléticas Papilionoideae y Mimosoideae, también existen ejemplos de especies no nodulantes. La presencia y ausencia de especies nodulantes dentro de las tres subfamilias indica que la nodulación surgió varias veces en el transcurso de la evolución de las leguminosas y que se ha perdido en algunos linajes. Por ejemplo, dentro del género Acacia, miembro de Mimosoideae, A. pentagona no tiene la capacidad de nodular, mientras que otras especies del mismo género lo hacen de modo promiscuo, como es el caso de la ya citada Acacia senegal que es nodulada por rizobios de rápido y lento crecimiento.

## Evolución, filogenia y sistemática

### Evolución
El orden Fabales contiene cerca del 9,6 % de la diversidad de especies de las eudicotiledóneas y la mayor parte de esa riqueza se concentra en una de las cuatro familias que lo componen: Fabaceae. El origen de este clado, compuesto además por las familias Polygalaceae, Surianaceae y Quillajaceae, está datado en 94 a 89 millones de años, comenzando su diversificación hace unos 79 a 74 millones de años. De hecho, aparentemente las leguminosas se han diversificado durante el terciario temprano para convertirse en un integrante ubicuo de las biotas terrestres modernas, al igual que muchas otras familias de Angiospermas.
El registro fósil de las leguminosas es abundante y diverso, particularmente en el período Terciario, con fósiles de flores, frutos, folíolos, madera y polen conocidos de numerosas localidades.
Los primeros fósiles que se pueden asignar definitivamente a las leguminosas aparecen en el Paleoceno tardío (hace cerca de 56 millones de años). Representantes de las 3 subfamilias tradicionalmente reconocidas de las leguminosas —cesalpinióideas, papilionóideas y mimosóideas— así como también de grandes clados dentro de esas subfamilias —como el de las genistóides— se han hallado en el registro fósil en períodos un poco más tardíos, comenzando entre 55 a 50 millones de años atrás. De hecho, el hallazgo de diversos grupos de taxones que representan los principales linajes de las leguminosas durante el Eoceno medio y el Eoceno tardío sugiere que la mayoría de los grupos modernos de fabáceas ya estaban presentes y que en ese período ocurrió una extensa diversificación.
Las fabáceas, entonces, iniciaron su diversificación hace aproximadamente 60 millones de años y los clados más importantes se han separado hace unos 50 millones de años. La edad de los principales clados de las cesalpinióideas se ha estimado entre 56 a 34 millones de años y la del grupo basal de las mimosóideas en 44 ± 2,6 millones de años.
La diferenciación entre mimosóideas y fabóideas está datada en 59 a 34 millones de años antes del presente y la edad del grupo basal de las fabóideas en 58,6 ± 0,2 millones de años atrás. Dentro de las fabóideas, la divergencia de algunos grupos ha podido ser datada. Así, Astragalus se ha separado de Oxytropis hace unos 16 a 12 millones de años; a pesar de que la diversificación dentro de cada género fue relativamente reciente. Por ejemplo, la radiación de las especies aneuploides de Neoastragalus comenzó hace 4 millones de años. Inga, otro género de papilionóideas con aproximadamente 350 especies, parece haber divergido en los últimos 2 millones de años.

### Filogenia y taxonomía
La filogenia de las leguminosas ha sido el objeto de estudio de numerosos grupos de investigación de todo el mundo, los cuales han utilizado la morfología o los datos del ADN (el intrón plastídico trnL, los genes plastídicos rbcL y matK, o los espaciadores ribosomales ITS) y el análisis cladístico para resolver las relaciones entre los diferentes linajes de esta familia. Así, se ha podido confirmar la monofilia de las subfamilias tradicionales Mimosoideae y Papilionoideae, anidadas conjuntamente con la subfamilia parafilética Caesalpinioideae. Todos los estudios, a través de diferentes aproximaciones, han sido consistentes, lo que brinda un gran apoyo a las relaciones entre los principales clados de la familia, como se muestra en el cladograma de más abajo. El clado que más tempranamente se ramifica es la tribu Cercideae, seguido por dos clados compuestos de taxones antes dispuestos dentro de Caesalpinioideae (la tribu Detarieae y el género Duparquetia).
|  |  |         |  |  |  |  |  |  |  |  |  | Polygalaceae |  |  |  |  |  |  |  |  |  |  |  |                                                     |  |  |  |  |  |
|  |  |         |  |  |  |  |  |  |  |  |  |              |  |  |  |  |  |  |  |  |  |  |  |                                                     |  |  |  |  |  |
|  |  |         |  |  |  |  |  |  |  |  |  |              |  |  |  |  |  |  |  |  |  |  |  |                                                     |  |  |  |  |  |
|  |  |         |  |  |  |  |  |  |  |  |  | Surianaceae  |  |  |  |  |  |  |  |  |  |  |  |                                                     |  |  |  |  |  |
|  |  |         |  |  |  |  |  |  |  |  |  |              |  |  |  |  |  |  |  |  |  |  |  |                                                     |  |  |  |  |  |
|  |  | Fabales |  |  |  |  |  |  |  |  |  |              |  |  |  |  |  |  |  |  |  |  |  |                                                     |  |  |  |  |  |
|  |  |         |  |  |  |  |  |  |  |  |  |              |  |  |  |  |  |  |  |  |  |  |  |                                                     |  |  |  |  |  |
|  |  |         |  |  |  |  |  |  |  |  |  | Quillajaceae |  |  |  |  |  |  |  |  |  |  |  |                                                     |  |  |  |  |  |
|  |  |         |  |  |  |  |  |  |  |  |  |              |  |  |  |  |  |  |  |  |  |  |  |                                                     |  |  |  |  |  |
|  |  |         |  |  |  |  |  |  |  |  |  |              |  |  |  |  |  |  |  |  |  |  |  |                                                     |  |  |  |  |  |
|  |  |         |  |  |  |  |  |  |  |  |  |              |  |  |  |  |  |  |  |  |  |  |  |                                                     |  |  |  |  |  |
|  |  |         |  |  |  |  |  |  |  |  |  |              |  |  |  |  |  |  |  |  |  |  |  | Tribus Cercideae, Detarieae y el género Duparquetia |  |  |  |  |  |
|  |  |         |  |  |  |  |  |  |  |  |  |              |  |  |  |  |  |  |  |  |  |  |  |                                                     |  |  |  |  |  |
|  |  |         |  |  |  |  |  |  |  |  |  | Fabaceae     |  |  |  |  |  |  |  |  |  |  |  |                                                     |  |  |  |  |  |
|  |  |         |  |  |  |  |  |  |  |  |  |              |  |  |  |  |  |  |  |  |  |  |  |                                                     |  |  |  |  |  |
|  |  |         |  |  |  |  |  |  |  |  |  |              |  |  |  |  |  |  |  |  |  |  |  | Caesalpinioideae                                    |  |  |  |  |  |
|  |  |         |  |  |  |  |  |  |  |  |  |              |  |  |  |  |  |  |  |  |  |  |  |                                                     |  |  |  |  |  |
|  |  |         |  |  |  |  |  |  |  |  |  |              |  |  |  |  |  |  |  |  |  |  |  |                                                     |  |  |  |  |  |
|  |  |         |  |  |  |  |  |  |  |  |  |              |  |  |  |  |  |  |  |  |  |  |  |                                                     |  |  |  |  |  |
|  |  |         |  |  |  |  |  |  |  |  |  |              |  |  |  |  |  |  |  |  |  |  |  | Mimosoideae                                         |  |  |  |  |  |
|  |  |         |  |  |  |  |  |  |  |  |  |              |  |  |  |  |  |  |  |  |  |  |  |                                                     |  |  |  |  |  |
|  |  |         |  |  |  |  |  |  |  |  |  |              |  |  |  |  |  |  |  |  |  |  |  |                                                     |  |  |  |  |  |
|  |  |         |  |  |  |  |  |  |  |  |  |              |  |  |  |  |  |  |  |  |  |  |  |                                                     |  |  |  |  |  |
|  |  |         |  |  |  |  |  |  |  |  |  |              |  |  |  |  |  |  |  |  |  |  |  | Faboideae                                           |  |  |  |  |  |
|  |  |         |  |  |  |  |  |  |  |  |  |              |  |  |  |  |  |  |  |  |  |  |  |                                                     |  |  |  |  |  |

Sobre la base de las relaciones filogenéticas descritas, se analizarán a continuación cada uno de los grupos que componen a esta familia.

#### 1.ªCercideae
Comprende árboles y lianas, las hojas son aparentemente simples, algunas veces bilobadas. El número cromosómico básico es x=7. Incluye de 4 a 12 géneros y unas 265 especies. El género más representado es Bauhinia con unas 250 especies de distribución pantropical. Cercis, otro de los géneros dentro de esta tribu, presenta flores que, en apariencia, son similares a las fabóideas. Otros de los géneros incluidos en este clado son Caesalpinia y Delonix.
Sinonimia: Bauhiniaceae Martynov.

#### 1b.Duparquetia
Este género presenta características particulares en cuanto a su morfología y desarrollo floral: un cáliz de cuatro sépalos y un androceo de cuatro estambres lo que las separa netamente de las restantes fabáceas. El clado está representado por un género monotípico, cuya única especie se denomina Duparquetia orchidacea y se distribuye por África tropical.

#### 1c.Detarieae
Presentan el envés (la cara de abajo) de las hojas cubiertas por glándulas con forma de cráter y las estípulas y bractéolas deciduas, caedizas. Los miembros de la tribu muestran una reducción en el número de pétalos o de estambres. Producen, además, un tipo de resina muy particular, la cual contiene diterpenos bicíclicos. La tribu incluye muchos árboles tropicales entre ellos algunos que se utilizan para la producción de madera. Incluye unos 80 géneros con un número cromosómico básico de x=12. Se distribuyen en África y Sudamérica.

#### 2.Cesalpinióideas

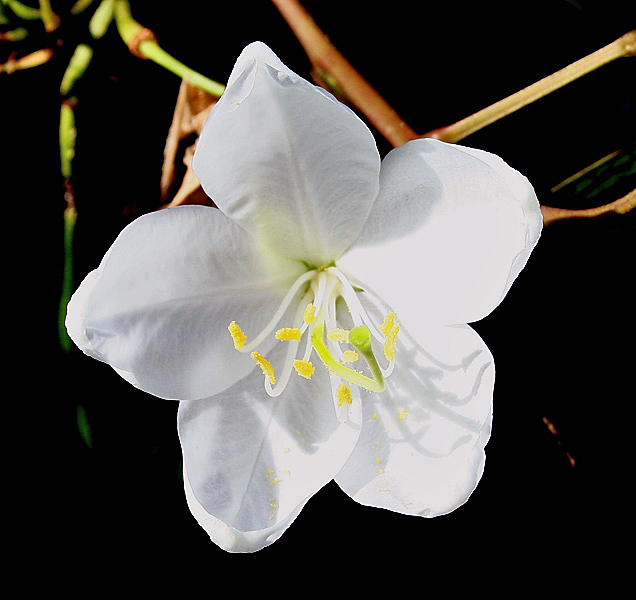
Bauhinia acuminata en Calcuta, Bengala occidental, India.

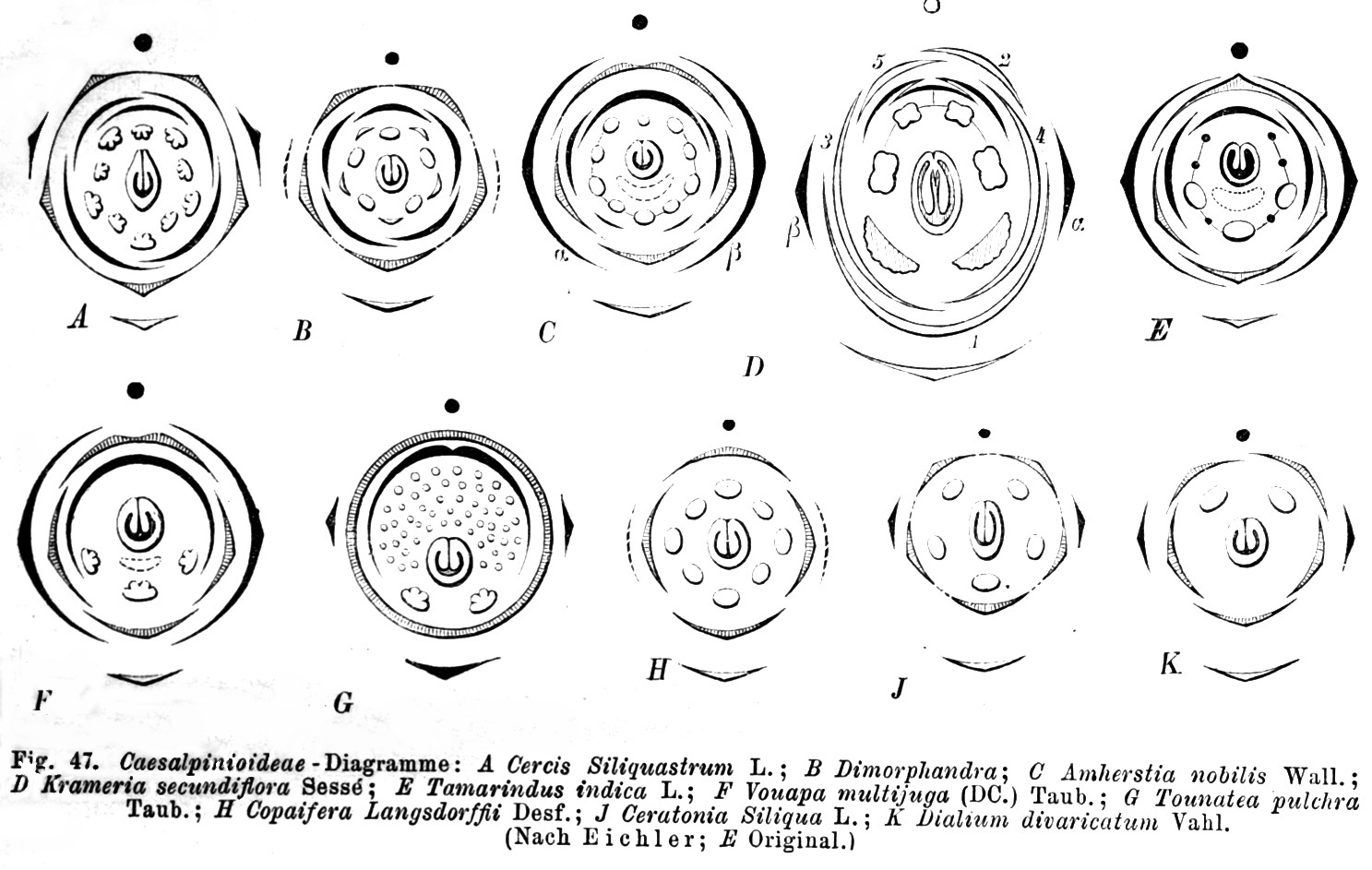
Diagramas florales de varias especies de cesalpinióideas que muestran la gran variabilidad de la morfología floral de esta subfamilia. A. Cercis siliquastrum. B. Dimorphandra. C. Amherstia nobilis. D. Krameria secundiflora. E. Tamarindus indica. F. Vouapa multijuga. G. Tounatea pulchra. H. Copaifera langsdorfii. J. Ceratonia siliqua. K. Dialium divaricatum.

Son árboles, subarbustos o, a veces, hierbas o trepadoras. Las hojas son pinnadas o bipinnadas, en algunos casos (por ejemplo, en Gleditsia) ambos tipos foliares se hallan en el mismo árbol; finalmente, hay especies áfilas.
Las flores son cigomorfas, rara vez actinomorfas. La prefloración es imbricada, rara vez valvar; se dice «ascendente»: el estandarte es interno, cubierto en sus bordes por los pétalos vecinos. La corola es variada, grande, mediana o pequeña, tiene pétalos libres (es dialipétala) por lo menos en la base, muy a menudo los pétalos son unguiculados. El androceo está formado por lo general por 10 estambres, libres o soldados en grupos, igualando la altura de los pétalos o cubiertos por ellos. El polen es libre y el tegumento seminal no presenta «línea fisural». El óvulo es anátropo. Las semillas tienen embrión recto, hilo apical o subapical, pequeño.
La estructura floral es mucho más variada que en las mimosóideas. Las flores se disponen en racimos o panojas, en general de medianas a grandes, rara vez pequeñas, y en espiga densa. El fruto es dehiscente o indehiscente, muy variable.
Habitan preferentemente en las regiones cálidas, y están muy bien representadas en las regiones tropicales de África y América, donde son especies a menudo gigantescas. La subfamilia está compuesta por 160 géneros y aproximadamente 1900 especies. Los géneros más representados son Senna (con 350 especies), Chamaechrista (con 265) y Caesalpinia (con 100).
Forman parte de esta subfamilia plantas conocidas como cassias, cina-cina, pata de vaca, el algarrobo europeo, la acacia negra o Gleditsia, el guayacán y el chivato. Varias especies de cesalpinióideas se cultivan con fines decorativos, forestales, industriales o medicinales.
Las Cesalpinióideas, de acuerdo a las últimas investigaciones filogenéticas, comprenden cuatro tribus: Cassieae, Caesalpinieae, Cercideae y Detarieae.

#### 3.Mimosóideas

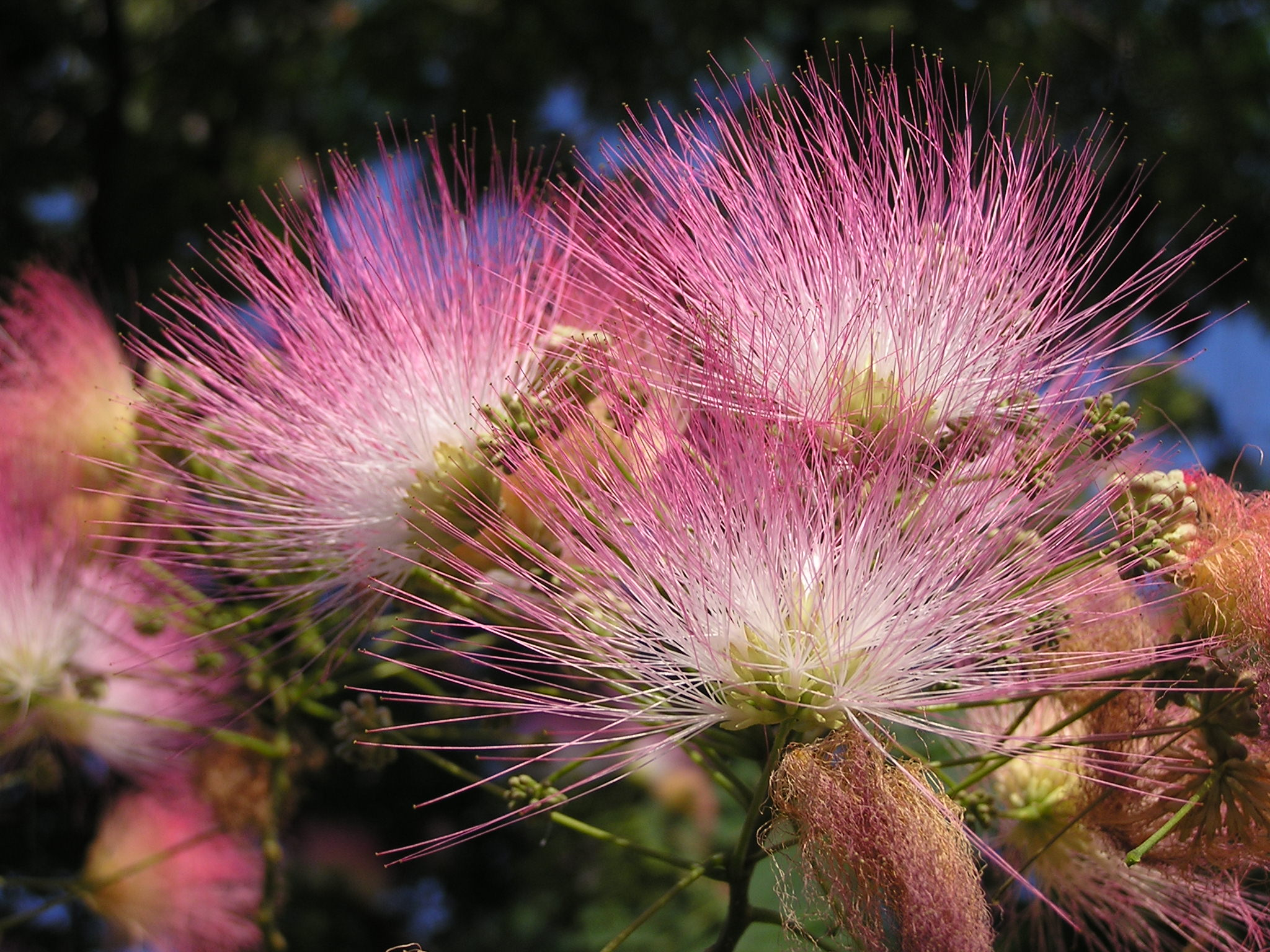
Inflorescencia en cabezuela de Albizia julibrissin.

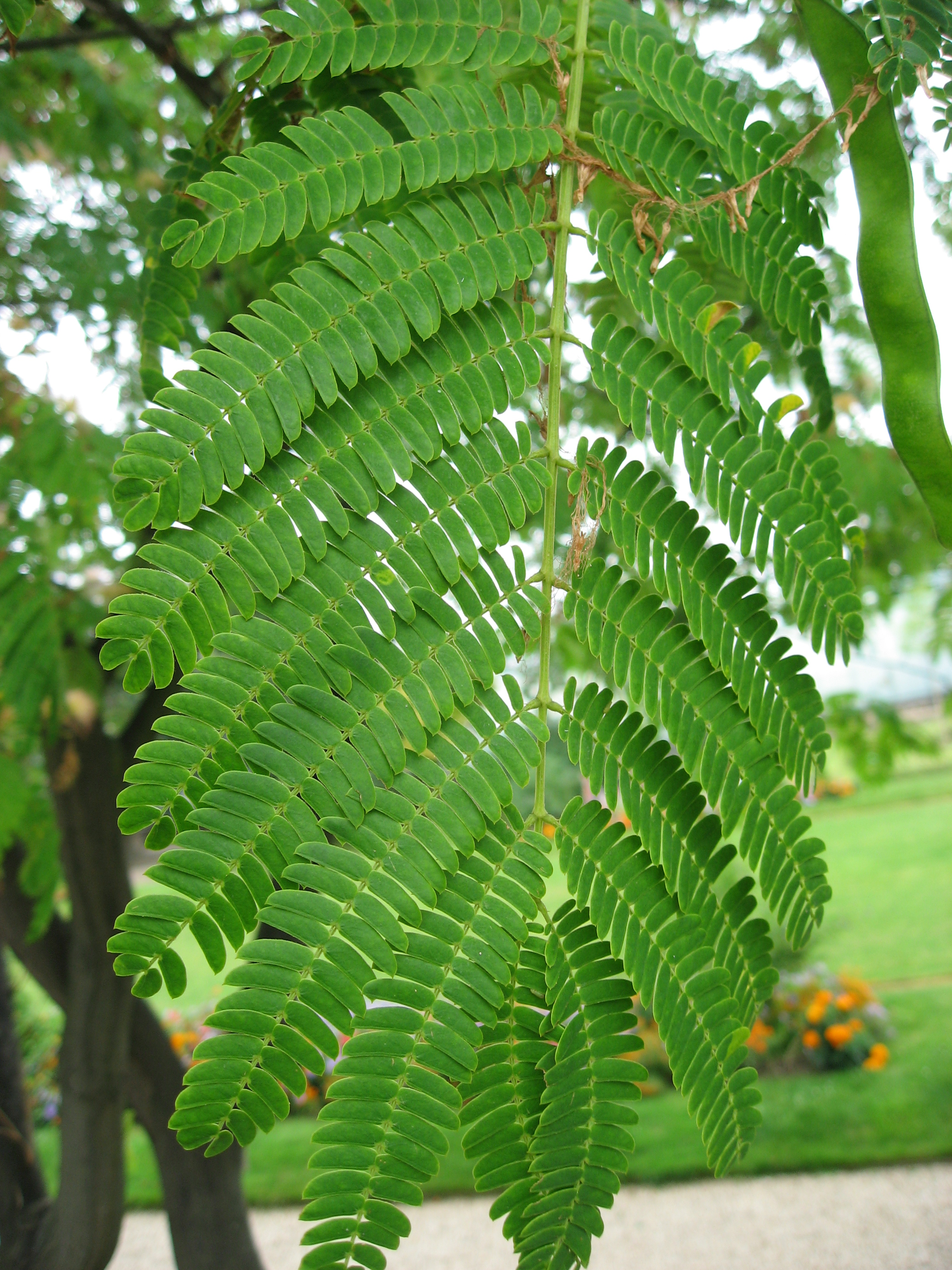
Hoja compuesta de Albizia julibrissin. Este tipo de hoja es típico de las leguminosas mimosóideas.

Son árboles o arbustos, rara vez hierbas, de follaje grácil por sus hojas bipinnadas, raramente pinnadas o reducidas a filodios. En muchos casos son espinosos y de aspecto muy particular por las pequeñas flores agregadas en cabezuelas o espigas que, a su vez, suelen formar racimos espiciformes densos o grandes panojas.
Las flores son actinomorfas. La corola tiene prefloración valvar, a menudo es gamopétala y tubulosa. El cáliz es valvar o, en algunos grupos, imbricado, siempre gamosépalo. El androceo está formado por 4, 8, 10 o numerosos estambres, los cuales superan la altura de la corola. Los filamentos estaminales están libres o soldados entre sí. El polen es generalmente compuesto. El óvulo es anátropo. La semilla presenta el embrión recto y el tegumento presenta una «línea fisural» con forma de anillo o herradura. El hilo es apical o subapical, pequeño.
Es un grupo muy bien representado por numerosos géneros y especies en regiones tropicales o subtropicales, de todos los continentes, pero están particularmente distribuidas en África y América. Comprenden 82 géneros y alrededor de 3300 especies. Los géneros con mayor número de especies son Acacia sensu stricto (960, comprende solamente a las especies antes incluidas en el subgénero Phyllodinae), Mimosa (480), Inga (350), Calliandra (200), Vachellia (161, previamente conocido como Acacia subgenus Acacia), Senegalia (85, previamente incluidas dentro de Acacia subgenus Aculeiferum), Prosopis (45), Pithecellobium (40). Especies muy conocidas pertenecen a las mimosóideas, tales como las verdaderas acacias, las mimosas o sensitivas, los ingáes, timbóes y plumerillos, los aromos, tuscas, garabatos, espinillos y los algarrobos de las Américas. Abundan entre los grandes árboles de los bosques tropicales, dominan en muchas sabanas y son siempre frecuentes en las regiones semidesérticas cálidas. Muchas mimosóideas se cultivan como árboles para sombra, plantas ornamentales, de protección o con fines forestales. La subfamilia comprende 5 tribus: Acacieae, Ingeae, Mimoseae, Mimozygantheae y Parkieae.

#### 4.Fabóideaso papilionóideas

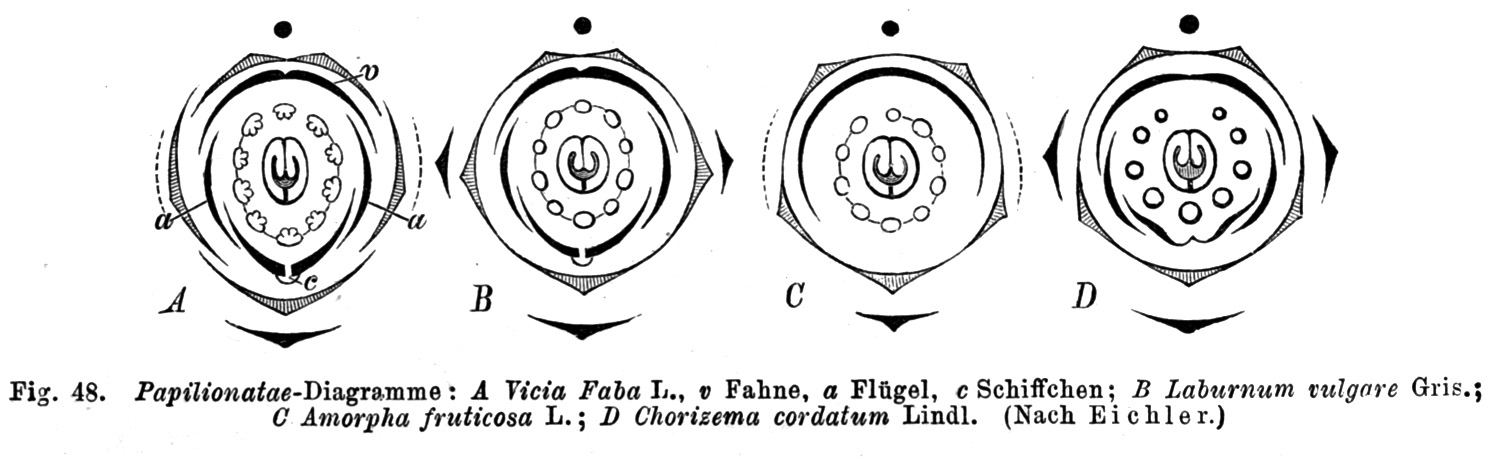
Diagramas florales de algunas leguminosas fabóideas. A. Vicia faba. B. Laburnum vulgare. C. Amorpha fruticosa. D. Chorizema cordatum.

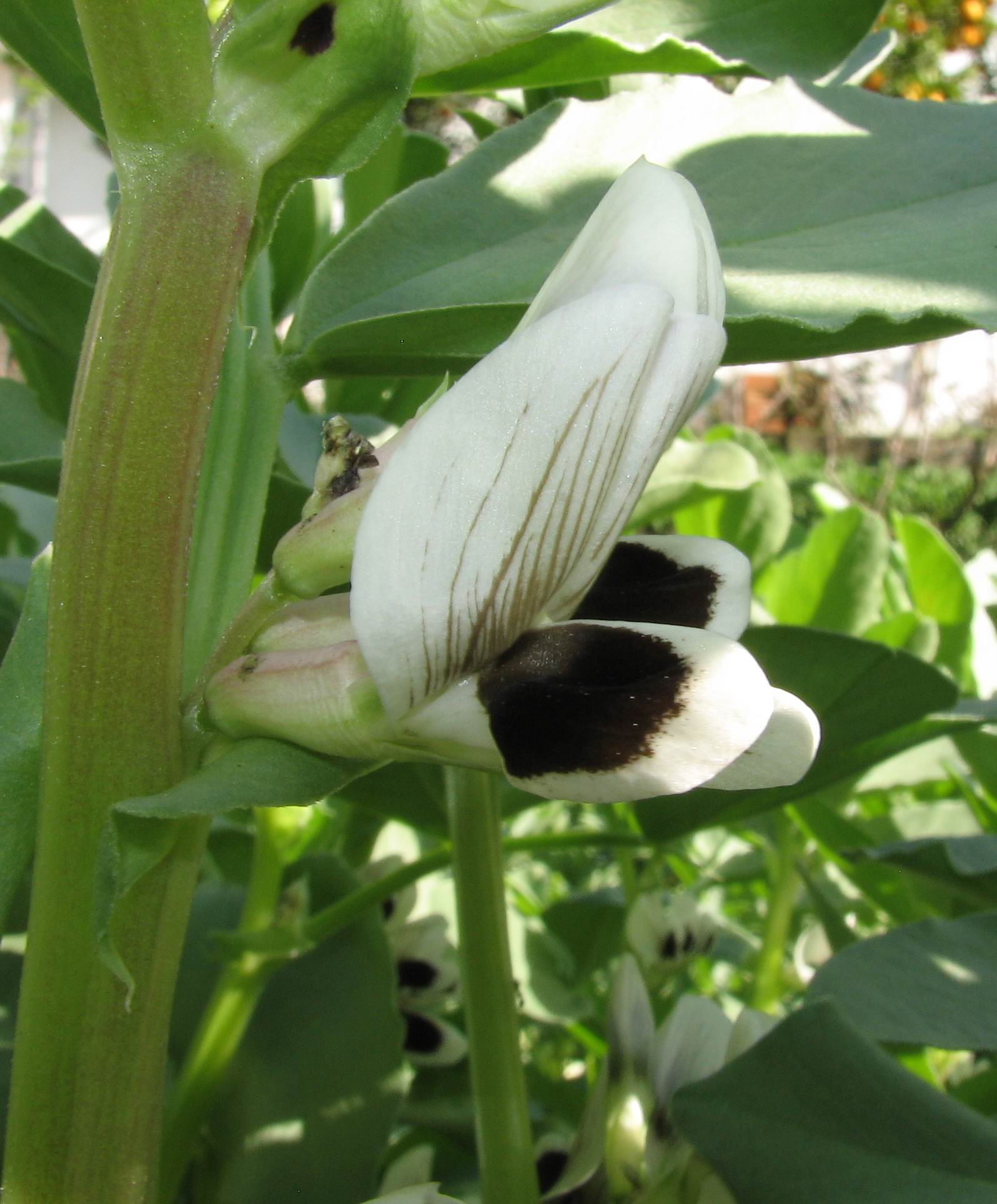
Flor típica de una leguminosa fabóidea, Vicia faba.

Son árboles, arbustos, trepadoras leñosas o herbáceas o anuales. Las hojas son, por lo general, pinnadas o digitadas, frecuentemente trifoliadas, algunas veces unifolidas y hasta nulas, pero nunca bipinnadas. Las flores se disponen en racimos, panojas, capítulos o espigas. Las flores son cigomorfas, rara vez actinomorfas. La prefloración es imbricada, rara vez valvar; la prefloración de la corola se dice descendente: el estandarte es externo, cubriendo los pétalos vecinos. La corola es generalmente «amariposada» o «papilionoidea», con los dos pétalos inferiores conniventes o unidos en el ápice, formando la quilla, los dos laterales extendidos como alas y el superior erguido o reflejo, de mayor tamaño, llamado estandarte. EL cáliz está formado por 5 sépalos soldados entre sí y es campanulado o tubuloso. El androceo está formado por 10 estambres, rara vez menos, generalmente escondidos dentro de la quilla, y se hallan más o menos soldados entre sí; típicamente son diadelfos (9+1), pero también poliadelfos o libres. Los óvulos son campilótropos. Las semillas presentan un embrión curvado, raramente recto; el hilo es de tamaño mediano a grande.
Con 476 géneros y 13 860 especies, es la división más grande y diversa de la familia. Se extiende por todos los continentes excepto las regiones árticas e incluye la mayoría de las leguminosas más populares utilizadas como alimento o forraje, así como varias especies modelo para investigaciones genómicas.
Los géneros con mayor número de especies son Astragalus (2400-3270), Indigofera (700), Crotalaria (700), Mirbelia sensu lato (450), Tephrosia (350), Desmodium (300), Aspalathus (300), Oxytropis (300), Adesmia (240), Trifolium (240), Rhynchosia (230), Lupinus (200), Aeschynomene (160), Hedysarum (160), Lathyrus (160), Vicia (160), Dalea (150), Eriosema (150), Lotononis (150), Millettia (150), Vigna (150), Swartzia (140), Daviesia (135), Lonchocarpus (135), Machaerium (130), Onobrychis (130), Ormosia (130), Lotus (inc. Coronilla, (125)), Lonchocarpus (120), Erythrina (110), Gastrolobium (110), Mucuna (105) y Pultenaea (100). Las especies leñosas son preferiblemente termófilas; muchas herbáceas son de regiones templadas y frías, si bien están también representadas en los trópicos. Comprende muchas plantas útiles y muy conocidas, tales como arveja, garbanzo, poroto o frijol, arvejilla, tréboles, haba, alfalfa, soja, entre otras.
La subfamilia de las fabóideas se ha subdividido en las siguientes tribus, de acuerdo a las últimas investigaciones filogenéticas (APW):
Abreae - Adesmieae - Aeschynomeneae - Amorpheae - Bossiaeeae - Brongniartieae - Carmichaelieae - Cicereae - Crotalarieae - Dalbergieae - Desmodieae - Dipteryxeae - Euchresteae - Fabeae - Galegeae - Genisteae - Hedysareae - Hypocalypteae - Indigofereae - Loteae - Millettieae - Mirbelieae - Phaseoleae - Podalyrieae - Psoraleeae - Robinieae - Sophoreae - Swartzieae - Thermopsideae - Trifolieae.

## Importancia económica y cultural
Las leguminosas presentan una destacada importancia económica y cultural debido a su extraordinaria diversidad y abundancia de representantes en diversas formaciones vegetales y por sus aplicaciones: jardinería y ornamentación, alimento, obtención de compuestos con interés medicinal y en droguería, extracción de aceites y grasas.

### Alimenticias
Durante miles de años, las legumbres han sido utilizadas como alimento por los seres humanos. La lenteja fue probablemente una de las primeras especies en ser domesticadas. Pueden consumirse frescas o secas, y pueden encontrarse en una gran variedad de colores, sabores y texturas. Se las conserva secas, enlatadas, o bien, congeladas.
Todas las legumbres son muy similares en cuanto a sus características nutricionales. Son muy ricas en proteínas, carbohidratos y fibras, mientras que el contenido en lípidos es relativamente bajo y los ácidos grasos que lo componen son insaturados. Una gran excepción a esta regla es la soja, que tiene un alto contenido en lípidos. Las legumbres son una fuente importante de vitamina B. Las que se consumen frescas tienen vitamina C, pero los niveles declinan después de la cosecha y son virtualmente inexistentes en los granos secos. Las legumbres enlatadas, no obstante, mantienen aproximadamente la mitad de los valores de vitamina C que las legumbres frescas (excepto en el caso de las arvejas o lentejas que se secan antes de enlatarlas). Las arvejas congeladas pierden una cuarta parte de su contenido inicial de vitamina C.
Las legumbres se consumen por su alto contenido de proteína. La composición de los granos de poroto o frijol, a modo de ejemplo, es de 21 % de proteína, 46 % de carbohidratos, 25 % de fibra y 1,5 % de lípidos. Contiene, además, aproximadamente 7 mg de hierro y 180 mg de calcio por cada 100 gramos. Los granos de soja, en cambio, contienen 34 % de proteína, 29 % de carbohidratos y 18 % de lípidos. El mayor contenido en proteínas y lípidos le otorgan a la soja una calidad nutricional superior al de otras legumbres.
Entre los factores positivos de las leguminosas en la nutrición humana, cabe citar su alta concentración en proteínas con alto contenido en lisina, que hace a las leguminosas un complemento proteico excelente para los cereales.
Son también una buena fuente de algunos minerales como calcio, hierro, zinc, fósforo, potasio y magnesio, así como de algunas vitaminas hidrosolubles, especialmente tiamina, riboflavina y niacina. En relación con la salud, la ingestión de algunas leguminosas producen una disminución del colesterol posiblemente debido a su alto contenido en fibra dietética y también pueden ayudar a reducir los niveles de glucosa sanguínea en los diabéticos.
Entre los factores negativos se puede reseñar la deficiencia en aminoácidos azufrados y la presencia de ciertos factores antinutricionales que influyen en la digestibilidad proteica y de carbohidratos. Esto puede ser un factor limitante en las dietas de los vegetarianos y en países en vías de desarrollo donde la ingestión de proteína animal es baja o nula. Sin embargo, cuando la dieta es equilibrada o muy rica en proteína animal y energía, la ingestión de leguminosas es una ventaja.
Los antinutrientes son sustancias que, en general, dificultan la asimilación de los nutrientes, y en algunos casos, pueden llegar a ser tóxicos o causar efectos fisiológicos poco deseables (como, por ejemplo, la flatulencia). Recientemente, se ha visto que, en pequeñas cantidades, pueden ser también muy beneficiosos para la salud en la prevención de enfermedades como cáncer y enfermedades coronarias, por lo que actualmente se les está denominando «Compuestos Biológicamente Activos» (BAC según sus siglas en inglés), ya que, si bien carecen de valor nutritivo, no siempre resultan perjudiciales. Alguno de estos compuestos juegan un papel importante como defensa de la planta frente al ataque de todo tipo de depredadores y otros son compuestos de reserva que se acumulan en las semillas y serán utilizados a lo largo del proceso germinativo. Desde el punto de vista bioquímico los compuestos no-nutritivos son de naturaleza muy variada, no aparecen por igual en todas las plantas, sus efectos fisiológicos son distintos y, por lo tanto, su metodología de extracción, determinación y cuantificación tiene que ser también muy específica. Como ejemplo de algunos de estos Compuestos Biológicamente Activos de las leguminosas se pueden citar a aquellos de naturaleza proteica (inhibidores de proteasas, inhibidores de amilasas, lectinas) y los de naturaleza no proteica (glicósidos, aminoácidos libres, alcaloides, fitatos, fitoestrógenos, saponinas, taninos, etc.). Una de las vías para la disminución de estos compuestos cuando están en altas concentraciones es la mejora genética. Estos programas no solo se han centrado en conseguir una alta producción desde el punto de vista agronómico, sino de alcanzar una mejor calidad nutricional con la eliminación de estos componentes no deseables. Así, por ejemplo, existen variedades de distintas especies de Lupinus libres de alcaloides tóxicos. También se han obtenido variedades de Vicia faba sin vicina y convicina o con concentraciones muy bajas, así como Lathyrus sativus libres de un aminoácido neurotóxico.
Se consumen por sus vainas tiernas o por sus granos: habas (Vicia faba), lentejas (Lens culinaris), garbanzos (Cicer arietinum), arvejas o guisantes (Pisum sativum), chícharo o muela (Lathyrus sativus); porotos, frijoles, habichuelas o judías (Phaseolus vulgaris, Ph. lunatus, Ph. coccineus  y Ph. acutifolius), urd (Ph. mungo), frijol de vaca, caupí o cow-pea (Vigna sinensis), adzuki (V. angularis), poroto o frijol metro (Vigna sesquipedalis), soja o soya (Glycine max), poroto japonés (Dolichos lablab), guandú (Cajanus flavus), lupino o altramuz (Lupinus albus), tarhuí (Lupinus mutabilis), maní o cacahuete (Arachis hypogaea), guandsú o guisante de tierra (Voandzeia subterranea).
Otras especies se utilizan en la alimentación por su fruto pulposo, como el pacay (Inga feuillei), el algarrobo blanco (Prosopis alba) el algarrobo europeo (Ceratonia siliqua) el algarrobo negro (Prosopis nigra) y el tamarindo (Tamarindus indica), entre otros. Aunque no es frecuente entre las leguminosas, hay especies cuya raíz carnosa o tubérculo se utiliza como alimento. Tal es el caso de la ajipa (Pachyrhizus ahipa), la jícama (Pachyrhizus erosus), Neocracca heterantha, Psoralea esculenta y Apios americana.
Finalmente, hay leguminosas que se utilizan para elaborar bebidas alcohólicas, tales como la «aloja de culén», que se prepara mediante infusión de tallos de culén (Psoralea glandulosa) con azúcar, granos de maíz tostado y varias especias. Los frutos de los algarrobos (Prosopis alba y P. nigra) se usan en el noroeste argentino para elaborar dos bebidas: la «añapa», bebida dulce y refrescante obtenida machacando los frutos en un mortero con agua, y la «aloja», bebida alcohólica autóctona obtenida por fermentación del mosto de las algarrobas que se hace moliendo los frutos con agua.
Los frutos de ambos algarrobos también se usan para preparar dulces, tales como el «arrope» y el «patay».
El «café de Bonpland» o «café taperibá» se prepara con las semillas de Cassia occidentalis, torrándolas, y obteniendo una infusión similar al café, pero de sabor y aroma mucho más atenuados.

### Forrajeras

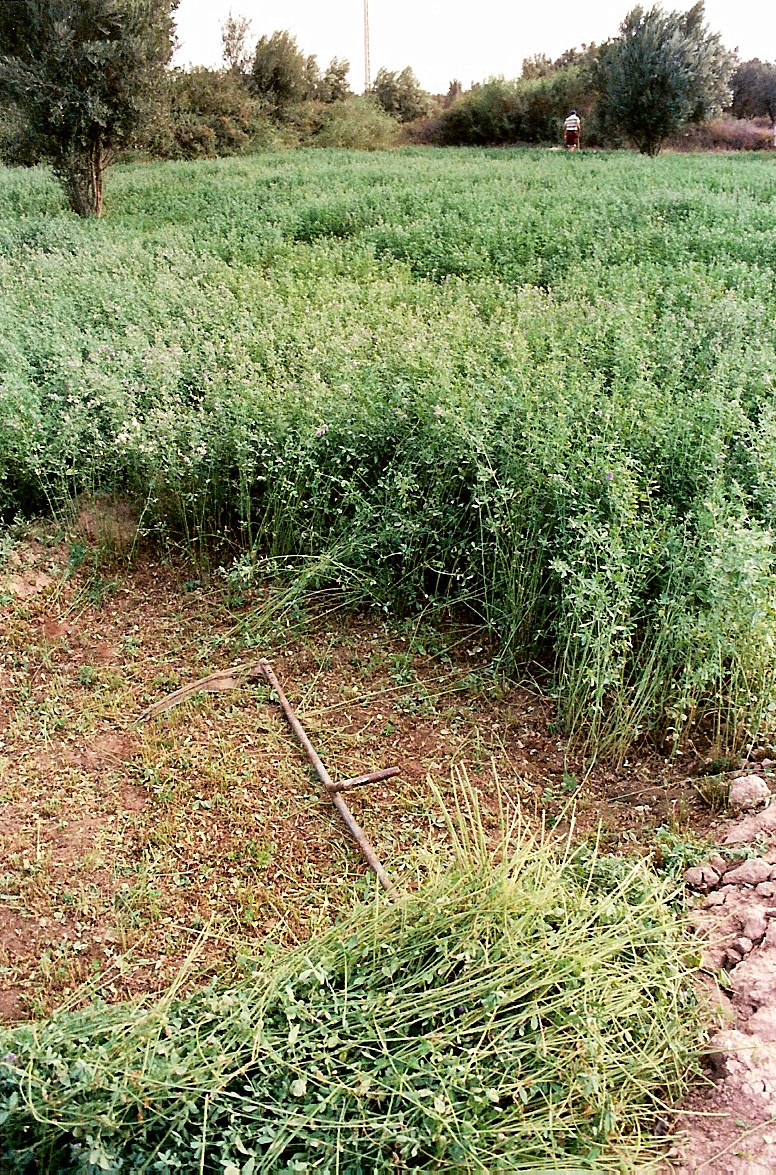
Pradera de alfalfa en Marruecos.

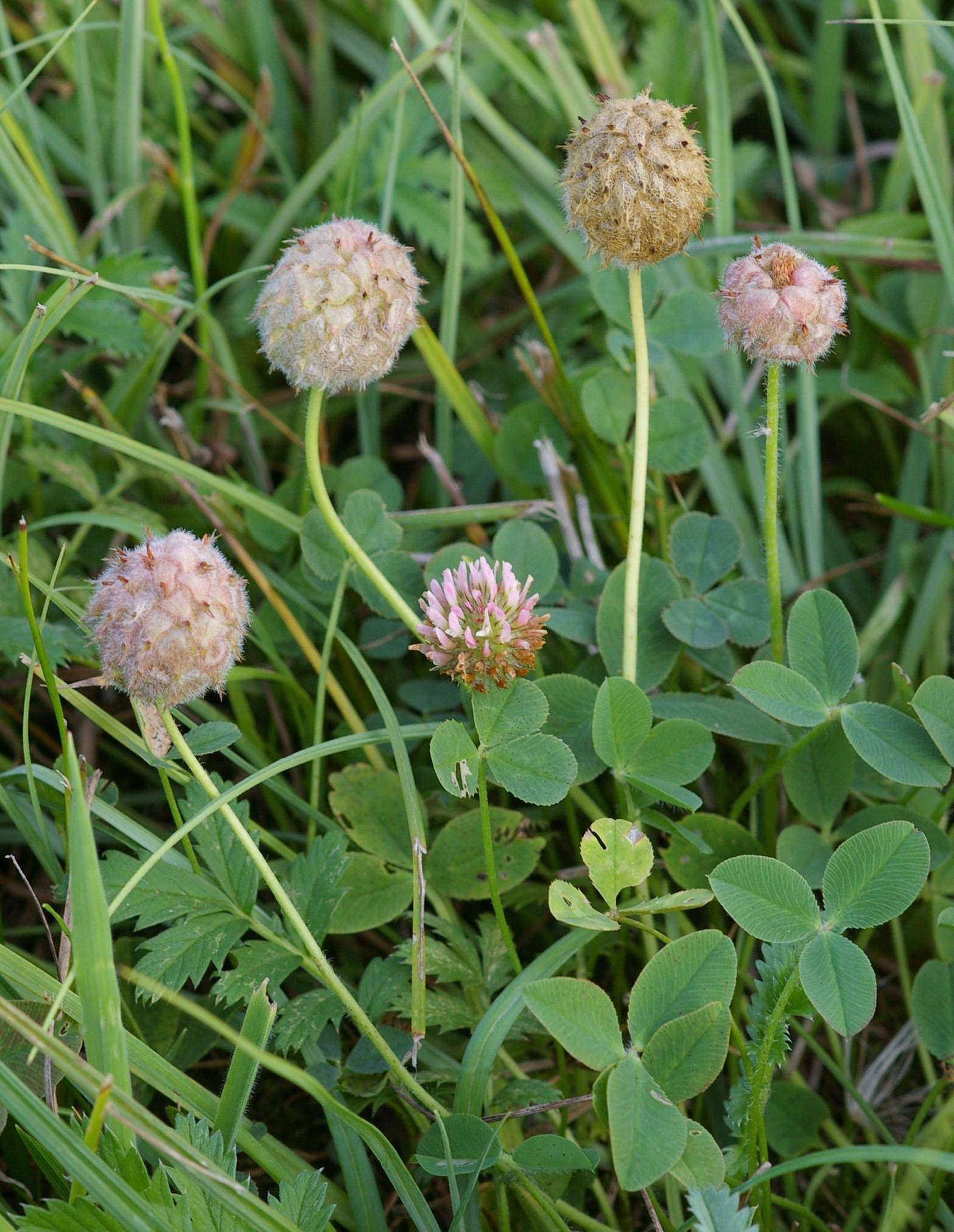
Trébol frutilla en floración, asociado a gramíneas en una pradera.

En la alimentación del ganado bovino y ovino, principalmente, las leguminosas -por sí solas o en asociación con las gramíneas forrajeras- presentan una serie de bondades que incrementan la producción de leche y carne y que, además, tienden a mejorar la eficiencia reproductiva de los rebaños. Algunas de tales características o ventajas son que constituyen una fuente importante de proteínas de buena calidad, dado que poseen una amplia gama de aminoácidos esenciales que las hacen superiores a las gramíneas. En este sentido, es de destacar que presentan una mayor concentración de nitrógeno en las hojas que las gramíneas. Presentan bajos niveles de fibras y alto contenido de calcio, en relación con las gramíneas. Por todo esto, las leguminosas forrajeras se siembran asociadas con gramíneas para mejorar la calidad de la oferta alimenticia para el ganado. No obstante, las leguminosas presentan un beneficio adicional como mejoradoras del suelo desde el punto de vista de la fertilidad, ya que tienen la propiedad de fijar el nitrógeno atmosférico en los nódulos radiculares. La fijación de nitrógeno que se realiza en estos nódulos, es aportado al suelo una vez han envejecido o muerto las raíces, siendo fácilmente aprovechado por otras plantas tales como las gramíneas con las que crecen asociadas. La cantidad de nitrógeno fijado por las leguminosas puede variar de 20 a 560 kg anuales por hectárea, dependiendo del tipo de suelo y de la humedad disponible. Esta particularidad de fijar nitrógeno le otorga a las leguminosas la facultad de habitar en suelos de fertilidad pobre, sin que esto afecte significativamente su producción y calidad de biomasa.
Algunas de las especies de leguminosas utilizadas como forrajeras son la alfalfa (Medicago sativa), la lupulina (Medicago lupulina), los tréboles de carretilla (Medicago hispida, Medicago arabica y Medicago minima), los tréboles de olor (Melilotus alba, Melilotus officinalis), el trébol blanco (Trifolium repens), el trébol rojo o de los prados (Trifolium pratense), el trébol frutilla (Trifolium fragiferum), el lotus o trébol pata de pájaro (Lotus tenuis, Lotus corniculatus), la mermelada de caballo (Desmodium discolor), la zulla (Hedysarum coronarium), las lespedezas (Lespedeza striata y Lespedeza stipulacea), las vicias o arvejillas (Vicia sativa, Vicia villosa), el caupí (Vigna sinensis), el kudzú (Pueraria javanica) y el gandul (Cajanus cajan) entre las más conocidas.
Una de las principales limitaciones para el establecimiento y producción de las praderas de leguminosas anuales es la baja fertilidad de los suelos y, en particular, el bajo contenido de fósforo de los mismos. En ciertas zonas del oeste de Australia, por esta razón, se han introducido y desarrollado la serradela amarilla (Ornithopus compressus) y la serradela rosada (Ornithopus sativus) como plantas forrajeras, ya que se adaptan bien a suelos ácidos de texturas livianas, de baja fertilidad, y en especial pobres en fósforo.
Biserrula pelecinus es otra especie promisoria para el secano. Es una leguminosa endémica de la cuenca mediterránea de Europa y del norte de África. En su hábitat natural se adapta a suelos infértiles, de textura liviana, bien drenados y ligeramente ácidos. El trébol balansa (Trifolium michelianum), originario de Turquía, es una especie que presenta una excelente adaptación a suelos con problemas de inundaciones.

### Melíferas
Las plantas melíferas son aquellas que ofrecen néctar a las abejas como recompensa por acarrear polen desde las flores de una planta a otra y, de ese modo, asegurar la polinización. Por extensión, también se incluyen todas las especies que estos insectos utilizan para recoger polen y propóleos. El factor de mayor importancia en cuanto a la atracción de las flores por las abejas es el néctar que secretan. La secreción alcanza su máximo durante el primer día de la apertura floral y va decreciendo paulatinamente. El néctar es una solución azucarada, con pequeñas cantidades de otras sustancias (aminoácidos, minerales, vitaminas, ácidos orgánicos, enzimas y aceites esenciales) que es secretado por órganos especializados de la planta denominados nectarios que generalmente suelen estar situados en la base de la corola —nectarios florales— y que se distinguen por su forma y color; en algunos casos están situados en las hojas o en los pedúnculos de las flores —nectarios extraflorales—. En general, las abejas manifiestan preferencia por el néctar que contiene más del 20 % de azúcar. Varias especies de leguminosas son buenas especies melíferas, tales como la alfalfa, el trébol blanco, el trébol de olor y varias especies de algarrobos.

### Industriales

#### Gomas
Las gomas son exudados vegetales de carácter patológico, es decir, son el resultado de la agresión al vegetal por una picadura de insecto o una incisión natural o artificial. Esos exudados contienen polisacáridos heterogéneos, formados por diferentes azúcares y en general llevan ácidos urónicos. Se caracterizan por formar disoluciones coloidales viscosas. Hay diferentes especies productoras de gomas. Las más importantes están en la familia de las leguminosas. Se utilizan ampliamente en la industria farmacéutica, cosmética, alimentaria y textil. También son interesantes por sus propiedades terapéuticas; por ejemplo, la goma arábiga es antitusígena y antiinflamatoria. Las más conocidas son la goma garrofín (Ceratonia siliqua), la goma de tragacanto (Astragalus gummifer), la goma arábiga (Acacia senegal) y la goma guar (Cyamopsis tetragonoloba).

### Tintóreas

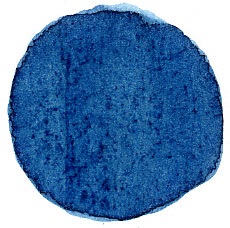
Colorante índigo.

Entre las especies tintóreas se encuentran las siguientes. El palo de campeche Haematoxylon campechianum; árbol grande y espinoso que puede alcanzar hasta los 15 m de altura. La corteza es delgada y blanda y el corazón de la madera es sólido y duro. El corazón del tallo se utiliza para teñir y se logran colores rojos y morados. De esta especie se extrae el colorante histológico denominado hematoxilina. El palo de Brasil (Paubrasilia echinata) es un árbol muy parecido al anterior pero de menos altura y con flores rojizas o moradas. La madera se emplea para teñir, también de rojo y morado. El guamúchil (Pithecallobium dulce) es otro árbol espinoso, que mide 4 m o más y presenta flores amarillentas o verdosas, dispuestas en cabezuelas. El fruto es rojizo y es el que se usa para teñir de color amarillo. El colorante índigo se extrae del índigo verdadero Indigofera tinctoria, de Asia. En Centro y Sudamérica se extraen colorantes de dos especies afines a la anterior, el añil (Indigofera suffruticosa) y el índigo de Natal (Indigofera arrecta).

### Ornamentales

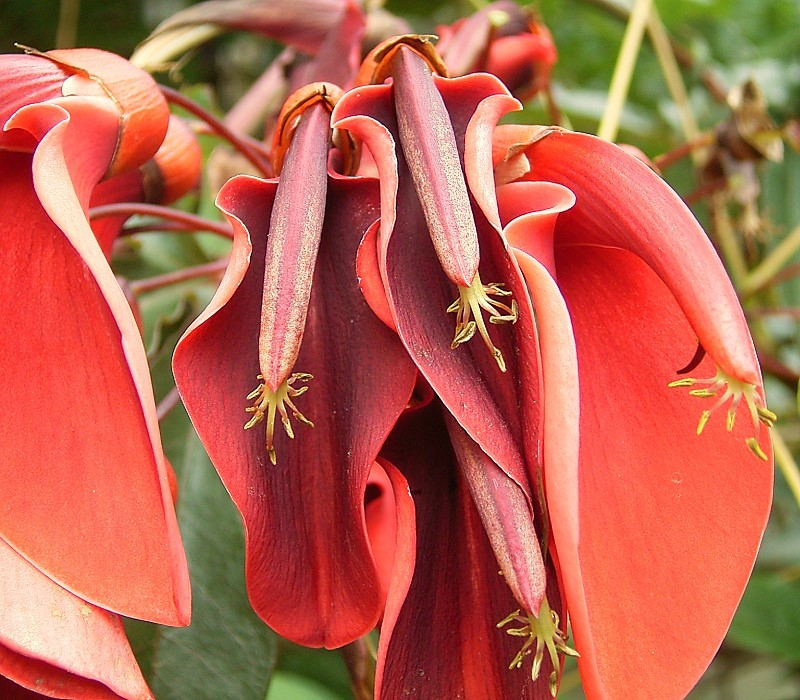
El ceibo es una de las tantas leguminosas utilizadas como plantas ornamentales. Además, es la Flor Nacional de Argentina y Uruguay.

Las leguminosas se han utilizado en todo el mundo como plantas ornamentales desde hace siglos. Una vasta diversidad de alturas, formas, colores de follaje, flores e inflorescencias hacen que esta familia sea muy utilizada en el diseño y parquización de jardines pequeños o de grandes parques. A continuación se presenta una lista de las principales especies de leguminosas ornamentales, agrupadas por subfamilias:
- Subfamilia Caesalpinioideae: Bauhinia forficata, *Caesalpinia gilliesii, Caesalpinia spinosa, Ceratonia siliqua, Cercis siliquastrum, Gleditsia triacanthos, Gymnocladus dioica, Parkinsonia aculeata, Senna multiglandulosa.[59]
- Subfamilia Mimosoideae: Acacia caven, Acacia cultriformis, Acacia dealbata, Acacia karroo, Acacia longifolia, Acacia melanoxylon, Acacia paradoxa, Acacia retinodes, Acacia saligna, Acacia verticillata, Acacia visco, Albizzia julibrissin, Calliandra tweediei, Paraserianthes lophantha, Prosopis chilensis.[59]
- Subfamilia Faboideae: Clianthus puniceus, Cytisus scoparius, Erythrina crista-galli, Erythrina falcata, Laburnum anagyroides, Lotus peliorhynchus, Lupinus arboreus, Lupinus polyphyllus, Otholobium glandulosum, Retama monosperma, Robinia hispida, Robinia luxurians, Robinia pseudoacacia, Sophora japonica, Sophora macnabiana, Sophora macrocarpa, Spartium junceum, Teline monspessulana, Tipuana tipu, Wisteria sinensis.[59]

## Los esfuerzos de conservación de especies de la familia Fabaceae en Costa Rica: un estudio de caso[60]
La familia  Fabaceae  es una de las más diversas en Costa Rica, con al menos  136 géneros y 593 especies, muchas de ellas de gran importancia en la  agricultura, silvicultura y ornamentación. Un estudio publicado en la prestigiosa revista Cuadernos de Investigación UNED, basado en el análisis de registros de los herbarios de la  Universidad de Costa Rica (USJ)  y el  Herbario Nacional de Costa Rica (CR), recopilados entre  1887 y 2022, permitió evaluar la diversidad, distribución y estado de amenaza de estas plantas en el país. En total, se identificaron  154 géneros, siendo  Inga  el más abundante y diverso. El mayor esfuerzo de recolección ocurrió en  1993, año en el que se documentaron  112 géneros y 321 especies. Además, se identificaron  19 especies que no han sido recolectadas en más de  40 años, lo que sugiere la necesidad de nuevos estudios y esfuerzos de conservación. Los datos indican que la provincia con la mayor cantidad de registros de géneros y especies es  Puntarenas, con  117 géneros y 406 especies. A nivel cantonal,  La Cruz, Bagaces y Osa fueron las áreas con más géneros registrados, con  89, 84 y 79  respectivamente. La mayoría de los registros provienen de la  zona de Bosque Húmedo Tropical, caracterizada por temperaturas de  18-24 °C  y precipitaciones anuales de  2 000-4 000 mm. En cuanto a los hábitos de crecimiento, la mayor cantidad de especies registradas corresponde a  árboles perennes no trepadores  (228 especies), seguidos por  arbustos/árboles perennes no trepadores  (74 especies). También se identificaron  5 especies en peligro crítico, 29 en peligro y 21 casi amenazadas, lo que resalta la importancia de implementar estrategias de conservación. El estudio concluyó que la familia Fabaceae en Costa Rica presenta una gran diversidad, con una concentración de registros en la provincia de Puntarenas y en la zona de Bosque Húmedo Tropical. Además, se evidencia la existencia de especies que no han sido recolectadas en décadas y un número significativo de especies en riesgo, lo que subraya la necesidad de  mayores esfuerzos de conservación y exploración  para cerrar las brechas en el conocimiento taxonómico de esta familia en el país.

## Leguminosas emblemáticas
- El ceibo (Erythrina crista-galli), es la flor nacional de Argentina y de Uruguay.[61]
- El guanacaste (Enterolobium cyclocarpum) es el árbol nacional de Costa Rica, por decreto del Poder Ejecutivo del 31 de agosto de 1959.[62]
- El palo brasil (Paubrasilia echinata) es el árbol nacional de Brasil desde 1978.[63]
- Acacia pycnantha es la flor nacional de Australia.[64]
- Bauhinia x blakeana es la flor nacional de Hong Kong.[65]